# 三宅和正
三宅 和正（みやけ かずまさ、1949年 - ）は、日本の物理学者（物性理論）。大阪大学名誉教授。

## 人物・経歴
岡山県岡山市生まれ。1967年北海道札幌南高等学校卒業。1971年横浜国立大学工学部応用化学科卒業。1976年名古屋大学大学院理学研究科物理学専攻博士課程修了、日本学術振興会奨励研究員、名古屋大学理学部助手。1987年名古屋大学教養部助教授。1991年大阪大学基礎工学部助教授。1994年大阪大学基礎工学部教授。1997年大阪大学大学院基礎工学研究科物質創成専攻教授。専門は物性理論で超伝導を専攻。

## 著書
- 『新しい超伝導を求めて』大阪大学出版会 2001
- 『重い電子とは何か : 電子相関の物理』岩波書店 2002
- 『磁性と超伝導の物理 : 重い電子系の理解のために』名古屋大学出版会 2013